# الكتاب المقدس وكشف مصادره
البيبل وكشف مصادره (بالإنكليزية The Bible with Sources Revealed) كتاب صدر في 2003 لعالم الكتاب الأمريكي ريتشارد إليت فريدمان. يناقش الكتاب عملية كتابة كتب التوراة الخمسة ويتبع نموذج الفرضية الوثائقية ذات المصادر الأربعة، لكنه يختلف عن نموذج يوليوس فلهاوزن بعدة أمور فبالرغم من موافقته على تاريخ المصدر التثنوي مع فلهاوزن (بلاط يوشيا في 621 أو 622 ق م) إلا أنه وضع المصدر الكهنوتي في بلاط حزقيا أي أن ترتيب مصادره يهوي ثم إلوهي ثم كهنوتي ثم تثنوي. ويرى مثل فلهاوزن وجود تحرير نهائي في عصر عزرا في 450 ق م تقريبا.

## تلخيص
تؤلف ترجمة فريدمان الشخصية للتوراة معظم كتابه وتأخذ 300 صفحة من 380. ميز في الترجمة بين المصادر الأربعة المختلفة والمحررين الاثنين (محرر المصدرين المدمجين اليهوي والإلوهي ثم المحرر الأخير). وهناك مقدمة قصيرة توضح نظرية فريدمان من مجموعة أدلة وبيبلوغرافيا.
يمكن تلخيص نسخة فريدمان للفرضية الوثائقية بأن المصدر الأول هو اليهوي وكتب في مملكة يهوذا الجنوبية بين 922 و722 ق م. ألف المصدر الإلوهي في مملكة إسرائيل الشمالية في الوقت نفسه تقريبا لكن على الأرجح بعده بقليل. مع الفتح الأشوري لإسرائيل في 722 ق م وصل المصدر الإلوهي لمملكة يهوذا مع اللاجئين من المملكة الشمالية. بعد ذلك بقليل جمع محرر المصدرين في نص معياري واحد (يهوي إلوهي أو JE، يشار للمحرر RJE). وخلال حكم حزقيا حوالي 715 – 685 ق م أنتج كهنة القدس نصا اعتبروه بديلا للنص اليهوي الإلوهي الذي اعترضوا على عقيدته نتيجة لإصلاحهم الديني، وهذا هو النص الكهنوتي. فشل إصلاح حزقيا لكنه عاد مرة أخرى خلال حكم يوشيا في 640 – 609 ق م تقريبا مما أنتج المصدر الأخير أي التثنوي. وجدت المصادر الثلاثة (لأن اليهوي الإلوهي أصبحا مصدرا واحدا) بشكل مستقل حتى العودة من النفي البابلي وعندها قام المحرر الأخير بجمعها كلها معا.
في قسم «مجموعة الأدلة» يقدم فريدمان أدلته العامة للفرضية الوثائقية وأدلة عن نسخته الخاصة بها ويطرح سبعة أدلة:
- لغوية: يعكس كل مصدر (اليهوي الإلوهي مصدر واحد) لغة عبرية خاصة بعصره.
- مفردات: تظهر بعض الكلمات أو العبارات فقط في مصادر معينة أو بنسب مختلفة جدا.
- محتوى متسق: بعض الأفكار والأشياء والممارسات خاصة بمصادر معينة.
- تسلسل النصوص: بفصل النصوص بالاعتماد على المفردات واللغة والمحتوى يصبح كل مصدر رواية متسقة مستقلة بنفسها.
- العلاقة مع أقسام أخرى من الكتاب: لكل قسم تشابهات مباشرة مع أقسام معينة من الكتاب.
- علاقة المصادر مع بعضها البعض ومع التاريخ: لكل مصدر علاقات مع أحداث معينة في تاريخ إسرائيل ويهوذا ومع المصادر الأخرى.